# Fine Gael
Fine Gael (irská výslovnost [fʲɪnʲə ˈɡeːl̪ˠ]IPA, doslova přibližně Klan (rodina) Keltů je jednou z hlavních politických stran v Irsku, několikrát vládla v rámci koalice, nejčastěji s Irskou labouristickou stranou. Lídrem strany byl od roku 2002 do roku 2017 Enda Kenny, od 2. června 2017 do března 2024 byl lídrem Leo Varadkar. Po jeho překvapivé rezignaci stranu od 24. března 2024 vede Simon Harris.

## Vznik a historie
V politickém systému Irska jako britského dominia v roce 1922 převládaly dva hlavní proudy, a to prosmluvní (více či méně souhlasící se stávajícím zřízením) a protismluvní republikánský proud. Prosmluvní politická strana Cumann na nGaedheal se po prvních volbách z roku 1923 stala stranou vládní, opozicí jí byla protismluvní republikánská Sinn Féin, respektive od roku 1926 Fianna Fáil. Roku 1932 a 1933 se uskutečnily parlamentní volby, které ukončily období vlády strany Cumann na nGaedheal, což vyvolalo její přeměnu.
Z Cumann na nGaedheal (CG) v tomto roce spojením s několika dalšími stranami vznikla strana Fine Gael. Kromě CG se ve Fine Gael přetvořila Strana Národního Středu (NCP – National Centre Party) a Národní garda (NG – National guard), která byla také známa jako Modré košile (Blueshirts). Nově vzniklá Fine Gael pak za svého ideologického otce považuje Michaela Collinse.
Po celé 20. a 21. století končila v parlamentních volbách Fine Gael na druhém místě za Fianna Fáil se ziskem 20–40 %.

### Volby roku 2011
Skutečný volební průlom se odehrál v parlamentních volbách v roce 2011, Fine Gael zvítězila v Dáil Éireann (irské dolní komoře parlamentu), obsadila 76 křesel a vytvořila koalici s Labouristickou stranou, která získala 37 mandátů. Největší politický konkurent, strana Fianna Fáil, ztratila velkou část svých podporovatelů kvůli ekonomické krizi. Nově vzniklá vládní koalice získala pohodlnou většinu 113 mandátů ze 166 a premiérem se stal předseda Enda Kenny.
Koalice se ve svém funkčním období potýkala s obtížemi při snaze oživit irskou ekonomiku. V roce 2013 byla řada členů Fine Gael včetně političky Lucindy Creighton vyloučena ze strany, protože hlasovali proti přijetí nového zákona umožňujícího provedení potratu v případě ohrožení života ženy. Vyloučení členové následně vytvořili politickou stranu s názvem Renua.
V roce 2015 uspořádala koaliční vláda referendum o přijetí dodatku irské ústavy, který by povolil manželství homosexuálů. Pro návrh i díky úspěšné vládní kampani nakonec hlasovaly téměř dvě třetiny voličů.
Po volbách v roce 2016 Fine Gael sestavila menšinovou vládu díky dohodě se stranou Fianna Fáíl, která se zdržela hlasování o důvěře. Enda Kenny v roce 2017 odstoupil z funkce předsedy strany a jeho nástupcem i taoiseachem se stal Leo Varadkar. V roce 2018 uspořádala vláda Fine Gael referendum o osmém dodatku irské ústavy, který zakazoval potraty; referendum dopadlo pro stranu příznivě a zákaz byl zrušen.

### Volby v roce 2020
Po volbách v roce 2020 vstoupila Fine Gael poprvé v historii do koaliční vlády se svým tradičním rivalem Fianna Fáil a také se Stranou zelených, přičemž Leo Varadkar byl v první polovině pětileté koaliční vlády tánaistem a od prosince 2022 taoiseachem.

## Ideologie
Ideologicky se jedná o stranu křesťansko-demokratickou, v rámci Evropy je členem Evropské lidové strany a v Evropském parlamentu je členem skupiny Evropská lidová strana. Její barvou je modrá. Obyčejně je označována za stranu pravicovou, ovšem sama se označuje za stranu středovou, říkává si „Strana pořádku“.